# Acción Comunista
Acción Comunista (AC) fue un partido político español de izquierdas que se formó en el exilio en 1964 al expulsar el Frente de Liberación Popular a su sección exterior, activa en Bélgica, Francia y Alemania. 
La expulsión se debió a la estrategia de la dirección del FLP de desarrollar alianzas ocasionales con sectores de la burguesía española, que permitiesen estrategias de derrocamiento del franquismo, este hecho llevó al sector exterior a acercamientos a las Juventudes Socialistas Revolucionarias (JSR), ligadas al POUM,  con el objetivo de explorar avances en la creación de un partido "marxista revolucionario", inicialmente se consideró un grupo de estudios, editando en enero de1965 a la revista Acción Comunista, dirigida por Carlos Semprún, y meses después se constituyó como organización.

## Contexto sociopolítico
Un hecho que marcaría la política de los grupos revolucionarios españoles, fue la ruptura en 1962 del Partido Comunista de China con el Partido Comunista de la Unión Soviética, lo que se tradujo en la creación a finales de1964 del Partido Comunista de España (marxista leninista), y en Galicia la Unión do Povo  Galego (UPG)  de ideología también "pro china", pero separada del PCEml por su nacionalismo gallego. Otros hechos que marcarían las políticas izquierdistas españolas, fueron la Revolución Cultural china iniciada en 1966, El Mayo francés y la Primavera de Praga, que orientaron a los grupos españoles hacia la denuncia de las lacras de la sociedad de consumo capitalista, de la burocracia y falta de libertad de los regímenes socialistas y de la política de alianzas con la burguesía propuesta por el PCE en su táctica de Reconciliación Nacional que planteaba  que el Franquismo, se encontraba fuertemente aislado, porque era urgente -y factible- llegar a amplios acuerdos, con otras fuerzas políticas y sociales, para alcanzar las libertades democráticas y la “independencia nacional”, que fue causa de crisis y escisiones en el PCE en los años 60 y el surgimiento de grupos de la llamada nueva izquierda que pretendían disputarle el espacio comunista, criticando al PCE como revisionista o reformista.
A finales de los 60, España había presentado un amplio desarrollo industrial urbano que posibilitó el acceso a la universidad de las clases medias, un acceso a influencias exteriores por el auge de la emigración y por el desarrollo turístico, conjunción de factores que favorecieron el rápido progreso de la nueva "izquierda revolucionaria".
La enseñanzas de Mao sobre el derecho de los pueblos a ejercer la violencia para liberarse de la opresión, llevó al PCEml  a plantear la "lucha armada", que le llevaría a la creación del FRAP con una política de atentados.

## Ideología
La revista Acción Comunista estaba influida, al igual que el colectivo al que dio nombre, por la llamada nueva izquierda anglosajona, por la norteamericana Studies on the Left y por la británica New Left Review. Existió un contacto estrecho con Cornelius Castoriadis, dirigente de Socialisme ou barbarie, lo que influyó en su concepción y crítica del régimen soviético, planteando que no existía una diferencia esencial entre los regímenes autodenominados socialistas y los capitalistas, sino una diferencia de forma. La superación de estos regímenes se basaría en la institución de una sociedad socialista, igualitaria y autónoma, en la que  el poder político no sea monopolizado por élites, tanto por la capitalista o por la burocracia dirigente soviética. Esta influencia propició en Acción Comunista la defensa de la autogestión en todos los entornos sociales, bajo una perspectiva de marxismo consejista, donde el ideal socialista se estructura como proyecto de autonomía, social e individual, y la única forma de combatir el impacto catastrófico de la lógica capitalista sobre el entorno natural y sobre la vida de los seres humanos, que los transforma en bestias productoras y consumidoras, siendo la barbarie  una de las manifestaciones posibles de la civilización industrial-capitalista moderna o de su copia “socialista” burocrática. Se ha de tener en cuenta que la influencia consejista era muy limitada, debido a que la  crítica antiestalinista era patrimonio de los trotskistas, pero que no denunciaban el régimen soviético explícitamente  y el movimiento anarquista que si lo hacia, Acción Comunista no fue un grupo de inspiración específicamente trotskista, luxemburguista,  o libertaria, pero su oposición al centralismo democrático, seguido por la gran mayoría  de partidos comunistas denotaba las influencias consejistas, por otra parte su origen a partir del FLP exterior, les hacia tener un contacto bastante acentuado con Cornelius Castoriadis,  líder del grupo francés "Socialisme ou barbarie" les hizo orientar el planteamiento revolucionario hacia el logro de una sociedad donde todos los ciudadanos tengan la misma posibilidad de participar en la legislación, gobierno, jurisdicción y finalmente en la institución de la sociedad. Esta concepción le separaba  de las corrientes trotskistas seguidoras de la IV internacional, cuyo principal grupo español fue la Liga Comunista Revolucionaria, que consideraban a la URRS como un Estado obrero degenerado, mientras que AC plantea en sus principios estratégicos que la URRS y países "socialistas", no han realizado una revolución social y económica que rompa con la estructura capitalista, siendo de hecho países capitalistas de estado, . lo que entre los derechos y deberes de los militantes plantean la «disciplina colectiva» que obliga al militante a aplicar las decisiones mayoritarias tomadas en las reuniones de cada grupo, de la asamblea o del comité, pero tiene derecho a expresar su desacuerdo en las publicaciones internas del grupo.
Figuras destacadas para los militantes eran Clara Zetkin, Rosa Luxemburgo, Otto Rühle, Andreu Nin, Alexandra Kollontay, Trotski, Joaquín Maurín, Karl Korsch, Paul Mattick, Anton Pannekoek, Claude Lefort, Cornelius Castoriadis, Guy Debord, etc. Era una asociación bastante ecléctica que no aspiraba a ser el partido de la clase obrera, ni su "polo de referencia", en la que dominaban más las ideas de "democracia obrera" y "autogestión" que la de "dictadura del proletariado".
Un aspecto que lo diferenciaba marcadamente de otros grupos de extrema izquierda era la atención al papel de la mujer en el sistema capitalista, al considerar que son explotadas por el capitalismo de manera invisible a partir del trabajo doméstico, donde el hogar constituye su unidad de producción y donde se encuentran bajo el poder masculino.
Acción Comunista se denominaba "marxista revolucionario" y se situaba en el espectro de la "nueva izquierda", si bien Antonio Ubierna escribió un libro divulgativo acerca del trotskismo en el que citaba a AC como organización trotskista. Este hecho fue criticado desde la organización calificándolo de falta de objetividad y de confundir su propia ideología con la del conjunto de los militantes.
Para AC la consideración de que una verdadera sociedad democrática implica que sus ciudadanos deben tener  una educación y autoeducación permanente, como la única forma de evitar la desafección de los individuos hacia la política y los problemas comunes (desafección que lleva a la conformación de los deseos, motivaciones y aspiraciones de los individuos en beneficio del interés capitalista), llevó a rígidos criterios de selección de los aspirantes a militantes, por lo que había que pasar por todo un proceso iniciático para poder pertenecer a la asociación. EL hecho de provenir de un grupo de teorización a través de la revista AC, le llevó a prestar gran importancia a la formación teórico-política, y a una militancia, donde  colectivos obreros no muy numerosos convivían con bastantes intelectuales del mundo de la investigación biológica, la docencia universitaria, el arte (artistas, críticos y gestores), el mundo editorial, el urbanismo, la abogacía, la sociología, la psiquiatría, etc y a su desarrollo en ambientes estudiantiles universitarios. La desigual formación ideológica entre sus miembros, la  lucha contra los sectarismos tan en boga entre los grupos del izquierda radical, la promoción de la evaluación crítica y autocrítica razonada, que les hacia defender el  derecho de cualquier militante a exponer y defender ideas contrarias al sentir mayoritario, les llevó a diversas escisiones y abandonos.

### Principios estratégicos
1. La revolución socialista es la única salida de los trabajadores en España, al estar inmersos en el modo de producción capitalista en su fase de desarrollo monopolista, por lo que derribar el poder de los monopolios significa abordar o iniciar la revolución socialista, pero al no estar en condiciones de imponer dicha alternativa, las etapas intermedias son pura y simplemente la preparación para plantear e imponer dicha alternativa, desechando las fases de otros grupos, como la "democracia política y social" o la "democracia popular".
2. Rechazan la dictadura del proletariado como dictadura de partido, sino que lo ven como sinónimo de democracia de los trabajadores, al considerar que solo puede basarse en una amplia democracia obrera, en la que los trabajadores a través de consejos  como órganos de poder, elijan directamente a sus representantes en los órganos del Estado, representantes elegibles y revocables en todo momento.
3. Para evitar la deriva autoritaria, debe existir la más amplia democracia interna a todos los niveles de la organización revolucionaria, con el derecho a tendencia y fracción.
4. Los partidos no son órganos de poder, sino una asociación política de vanguardia para esclarecer la conciencia de las masas proletarias en la construcción del socialismo. Los partidos proponen, pero la decisión debe ser tomada por las masas trabajadoras. Las organizaciones de vanguardia (partidos) no son sino un instrumento para la emancipación de la clase obrera, y subordinado por tanto a ellos.
5. La construcción del socialismo en un solo país es una utopía reaccionaria. Consideran "países burocráticos" a todos los que se autodenominan socialistas, porque en ellos los trabajadores no detentan el poder político, sino que se encuentran desplazados por una capa social dirigente, usurpadora del poder. También consideran que en esos países no se ha llevado a cabo una revolución social y económica que rompa con la estructura capitalista.
6. Tácticamente consideraban que la lucha debía orientarse hacia la consecución de las libertades democráticas, libertades que significan la liquidación de la dictadura burguesa y franquista, sus secuelas y corrupciones, a través de una amnistía total y la disolución de los cuerpos represivos.
7. Con respecto a las nacionalidades históricas, debe combatirse la opresión cultural, defendiendo el autogobierno obrero, en contraposición a la autodeterminación de las nacionalidades, en cuanto el nacionalismo expresa los intereses de las clases medias y ciertos sectores de la burguesía no monopolista frente al capitalismo monopolista y su autoritarismo tecnocrático.  La forma de Estado que preconizan es transitoriamente una república federal, en la perspectiva de una Federación de Repúblicas socialistas Ibéricas.
8. Con respecto a la mujer, consideran el machismo, como un "racismo" más o menos solapado hacia el sexo femenino. La mujer debe elegir libremente si desea procrear, utilizar anticonceptivos, abortar, divorciarse, en un marco de equiparación social, legal y económicamente de igualdad entre mujeres y hombres.

## Trayectoria organizativa
En España, Acción Comunista como grupo político, empezó a desarrollarse en Cataluña, en Levante y en Sevilla. En Barcelona se inició a finales de los años 1960, con militantes procedentes de Francia. En 1969, a través de contactos anteriores del Partido Comunista de España Internacional, se empezó a organizar en Valencia, con un militante retornado de Alemania que vivía en Sagunto y Antonio Morillas Rodríguez, estudiante de Medicina expulsado de la Universidad de Sevilla en 1968. En el núcleo inicial estaban estudiantes como Carmen Pertejo, Pepe Pertejo, Vicente Almenar y Rafael Nebot.  Posteriormente Antonio Morillas volvió a Sevilla para extender la organización a través de los contactos que venían del exterior, como Enrique Martín Calleja, retornado de Suiza, comenzando a crear la organización sevillana.   El desarrollo en Madrid fue en 1970, a través de un estudiante de medicina de Madrid,( J.Luis Carpintero "Carpi"), que en 1968, en París,  tras el mayo francés, tuvo contactos a través de "socialismo o barbarie" con A. C. ,lo que le llevó junto a otros estudiantes madrileños de ideología próxima al consejismo como Marciano Sánchez Bayle, Matilde Lozano,..., crear en Madrid un círculo de aproximación a Acción Comunista. Su alejamiento del movimiento obrero, les llevaron a orientar su participación política desde la Universidad hacia los movimientos vecinales, "los barrios", que eran el principal canal de participación de las clases populares al margen de los centros fabriles, de esta manera entablaron relaciones sociopolíticas en un centro parroquial del barrio madrileño Puente de Vallecas, con un grupo de obreros y estudiantes  jóvenes, agrupados en la organización obrerista Unión de Hermanos Proletarios (UHP),  atrayéndolos hacia los presupuestos políticos de Acción Comunista,que llevó en 1972 a su integración en Acción Comunista, que se estructuró en un sector obrero y otro estudiantil, que alentaba y postulaba la movilización social a través de la movilización de los trabajadores por reivindicaciones laborales, pero que en el contexto represivo existente generaban un conflicto de naturaleza política y de rechazo al régimen franquista.  La política con otros grupos fue de potenciar la colaboración y promover acercamientos teóricos, lo que les llevó a desarrollar contactos con las Comunas Revolucionarias de Acción Socialista (CRAS) de Gijón, al ser también  un movimiento antiautoritario, que rechazaba el modelo soviético, defendía el modelo luxemburguista y el consejismo,  y su orientación táctica era  similar al propugnar la lucha en todos los frentes (fábricas, universidad...) por reivindicaciones concretas pero desarrollando proceso asamblearios y lpromoviendo plataformas de unión y acción.
En mayo de 1972, tras diversas detenciones, se retomó el proceso de reconstrucción de las locales, dirigiéndose la organización hacia el trabajo en asociaciones vecinales, fábricas y universidad. En mazo de 1973 se produjo una nueva "caída" a raíz de unas manifestaciones de repulsa a los incidentes de la Empresa Nacional Bazán de Ferrol, donde la policía causó varios muertos, y fueron detenidos Rafael Nebot, su compañera Amparo, Miguel Castilla y Antonio Morillas, ente otros. Fueron juzgados el 20 de septiembre de 1973 y condenados a un año de prisión por asociación ilícita y propaganda ilegal.
En el preludio de la Transición española, Acción Comunista experimentó un proceso de crecimiento con la unión de militantes procedentes de otros grupúsculos de Galicia, Salamanca, País Vasco, Aranda de Duero y Miranda de Ebro. Asimismo, intensificó los contactos con las Comunas Revolucionarias de Acción Socialista (CRAS), organización de carácter consejista desarrollada en Asturias (sobre todo en Gijón). En 1974 se produjo una fractura en Sevilla, saliendo de Acción Comunista el grupo mayoritario de militantes para formar Organización Comunista, que posteriormente se unió a Unión Comunista de Liberación de Cataluña, Germanía Socialista de Valencia y Liberación de Madrid, formando el Movimiento de Liberación Comunista, desaparecido en 1977. Por otra parte el traslado laboral a Málaga de J. Luis Carpintero permitió, en 1975, la organización de una agrupación principalmente de ámbito universitario en esa ciudad. En 1976 algunos militantes, sobre todo de Cataluña, ingresaron en el Partido Obrero de Unificación Marxista (POUM).

## El papel de grupos como AC en la izquierda de los años setenta
Los primeros años de la década de los 70, se caracterizaron por un auge importante de la movilización antifranquista, como respuesta al Juicio de Burgos en diciembre de 1970, el cual propicio un crecimiento marcado de los partidos de izquierda, principalmente del PCE y PSUC, que consolidaron su liderazgo en la izquierda pero también de las organizaciones marxistas-leninistas, trotskistas y también de Acción Comunista, fruto de la intensa movilización y radicalización en esos años, pero mientras los  objetivos estratégicos y tácticos del PCE, se habían orientado siguiendo los pasos del Partido Comunista Italiano al denominado «socialismo en libertad», en el planteaban una estrategia de consecución de objetivos políticos «paso a paso», incorporando la reivindicación de la democracia como un hecho imprescindible del tránsito al socialismo, los grupos de izquierda radical, interpretaron esta estrategia como que el PCE había abandonado los objetivos revolucionarios y surgió en cada uno de ellos la aspiración a convertirse en el partido revolucionario de la clase obrera para la realización de la revolución socialista, considerando que si en la Unión Soviética el partido minoritario bolchevique pudo imponerse sobre el mayoritario menchevique, esto podría suceder en España, pero sin una elaboración teórica que los aproximase en sus posiciones y con una competitividad entre ellos de marcados tintes sectarios, que les restaba fuerzas en sus intentos de influir sobre la sociedad y movimiento obrero, que seguían principalmente la línea del PCE, fundamentalmente a través de  la estrategia de CC.OO de potenciar la lucha legal, como táctica de lucha contra la dictadura, que permitiese «ensanchar los límites de la legalidad hasta poder imponer la totalidad de los derechos democráticos", táctica que se mostró como idónea para desarrollar  un movimiento articulador de las luchas en defensa de los intereses de los trabajadores, los grupos izquierdistas como AC, solo podían ir a remolque de los objetivos marcados por CC.OO.
Fue a mediados de la década de los 70, cuando el PSOE empezó a hacer actos de presencia, ya que hasta su  XIII congreso, celebrado en Suresnes en octubre de 1974. que convirtió a Felipe González en secretario general, la escasez de militantes y su limitada presencia en la movilización social,  le hicieron estar ausente en las movilizaciones obreras y estudiantiles, pero tanto el PCE como los grupos radicales como AC, no dieron importante al hecho de que  sus siglas históricas ,junto a determinadas actuaciones de sectores de la derecha reformista franquista, que necesitados de encontrar interlocutores distintos a los comunistas ante posibles pactos por su convicción de la inminente caída del régimen dictatorial franquista, garantizaban al PSOE un espacio político. 
El desarrollo de esta política por  los reformistas del régimen, se acelero e hizo evidente ante la descomposición y crisis del franquismo tras la muerte de Franco y las huelgas obreras  de 1976, movimientos que fueron punta de lanza en la movilización popular contra el régimen.Tanto el gobierno Arias, como después el gobierno Suárez, plantearon la táctica de debilitar el movimiento sindical de CC.OO., ayudando a la UGT a crear un espacio propio, de forma que mientras se continuaba persiguiendo y encarcelando a dirigentes de Comisiones,se aceptaba de hecho al sindicato UGT al autorizar su XXX Congreso en abril de 1976.
Por ello la propuesta de unidad sindical presentada por CC.OO, fue rechazada por UGT,  ya que  dada su debilidad organizativa, la colocaría en una posición subordinada a Comisiones.
Acción Comunista fue legalizada en España en 1977, pero las elecciones del 15 de junio habían marcado un cambio radical en el proceso de cambio político. Los grupos de la izquierda radical de carácter marxista-leninista y trotskista,  ilegales pero presentándose en las elecciones a través de la fórmula de «agrupaciones de electores», lograron un apoyo exiguo; el mejor resultado fue el del Partido del Trabajo que con el Frente Democrático de Izquierdas obtuvo 262.589 votos, más de la mitad en Cataluña mediante las candidaturas conjuntas con ERC, la Candidatura de los Trabajadores promovida por ORT obtuvo 80.121 votos.
Acción Comunista se presentó como integrante de la candidatura del Frente por la Unidad de los Trabajadores, junto a la Liga Comunista Revolucionaria (LCR), la Organización de Izquierda Comunista (OIC) y el POUM, obtuvieron 37.992 votos.
Los vencedores de la izquierda fueron el PCE que obtuvo 1.709.870 votos, el 9,2%, y 20 diputados, de los que 8 procedían del PSUC,-en Cataluña quedó en segunda posición con el 18,2% de los sufragios-, pero fue el PSOE el que obtuvo un éxito inimaginable. Un partido que apenas un año antes no tenía presencia en la lucha contra la dictadura y con militantes  bastante menores que la mayor parte de los grupos radicales, obtenía 5.371.466 votos,- el 28,9%-, y 118 diputados, -el 33,7% de los escaños-,hacía del PSOE  la organización mayoritaria de la izquierda.
Después del 15 de junio, Acción Comunista valoró su posición ante la situación que se mostraba:  1- la constatación de que los partidos que habían mostrado activismo y cierto papel en los movimientos sociolaborales bajo el franquismo, quedaban olvidados y  solo lograba una escasa representación el PCE, partido que había sido sin duda la fuerza principal del antifranquismo, con una presencia determinante en todos los movimientos sociales que habían erosionado profundamente a la dictadura.
2- La elaboración por los partidos salidos de las urnas, de una Constitución que a través de la denominada "Transición"  enterrase el ordenamiento franquista y configurara un régimen "democrático", pero antitético de una democracia participativa, y el hecho de que las políticas económicas de los partidos ganadores, que apoyados por los restantes países europeos, enterraban las expectativas de cambios profundos de carácter socioeconómico,  que abordase medidas contra las profundas desigualdades sociales, junto a la decepción de que la lucha contra el régimen franquista fuese ignorada por la población general,  y no permitiese obtener a la izquierda militante una mínima presencia institucional, -al no captar apoyos más allá de sus  propios militantes-, plantearon a los miembros de AC, en un primer momento,  un proceso de unificación con el POUM, que fracasó no por falta de interés de ambas organizaciones sino por imperativos históricos: la extrema izquierda estaba siendo barrida del escenario político y, a la vista de esta situación, la mayoría de sus militantes decidieron que la organización no tenía futuro como instrumento transformador de la realidad que se imponía. Acción Comunista celebró un congreso de disolución en 1978, tras el cual algunos militantes se integraron en otros partidos de izquierda. La célula de Aragón, de inspiración trotskista, se integró en la LCR y, asimismo, otro grupo minoritario de militantes ingresó en el POUM.
Desaparecía de esta forma uno de los pocos grupos de ideología consejista del Estado español. Sus posiciones consejistas contra el autoritarismo y el dirigismo coincidían en algunos puntos con las concepciones anarquistas sobre la democracia directa. Su visión de la gestión común de los medios de producción por los propios trabajadores y no por un «Estado obrero», les aproximaba claramente a las tesis autogestionarias de los movimientos libertarios. Sin embargo esas posiciones se orientaban desde una evolución marxista independiente con la ruptura política tanto con la socialdemocracia como con el autoritarismo leninista.